# 马来西亚半岛

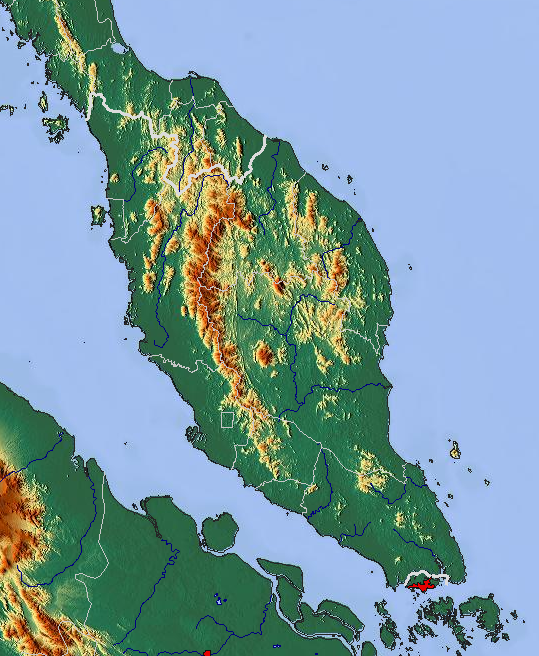
马来西亚半岛地形图

4°0′N 102°30′E / 4.000°N 102.500°E
马来西亚半岛（英語：Peninsular Malaysia），簡稱大马半岛，其他通称马来亚半岛、马来半岛或西马，亦称為马来亚（英語：Malaya），是马来西亚国土在马来半岛的一部分，為马来半岛南部的次半島，上接克拉地峡，总面積约130,590平方（50,420平方英里）。它北邻泰国，南与新加坡通过新柔长堤和马新第二通道相连。它隔马六甲海峡与印度尼西亚的苏门达腊岛相望。南中国海将其和婆罗洲州属（東馬）相隔。西马占马来西亚人口和经济的大部分，大约80％。截至2015年，西马的人口约为2500万，多數人口居於半島地区的西岸。

## 地理分区

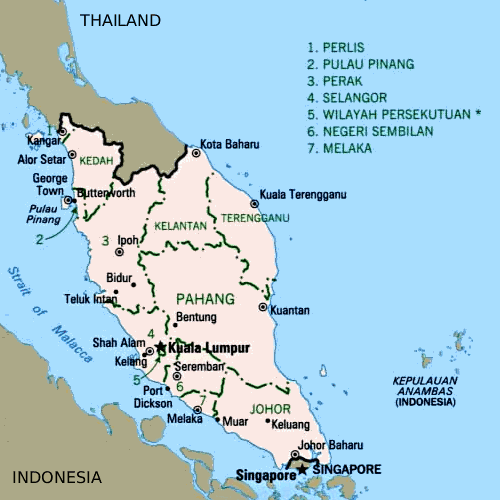
马来西亚半岛地图

马来西亚半岛由马来西亚的11个州和两个联邦直辖区组成，亦有东西之分，其中东海岸通指面向南中国海和太平洋的区域，西海岸则为面向马六甲海峡和印度洋的区域。而西海岸因人口密集而普遍被细分为北中南三部。虽然柔佛州东岸面向南中国海，但其西部和南部的马六甲海峡和柔佛海峡属于印度洋，所以可被视为西海岸州属的一部分。
- 北马：玻璃市州、吉打州、槟城州和霹雳州
- 东海岸：吉兰丹州、登嘉樓州和彭亨州
- 中馬：霹雳州、雪兰莪州、吉隆坡、布城、森美兰州
- 南马：森美兰州、马六甲州和柔佛州

## 名称

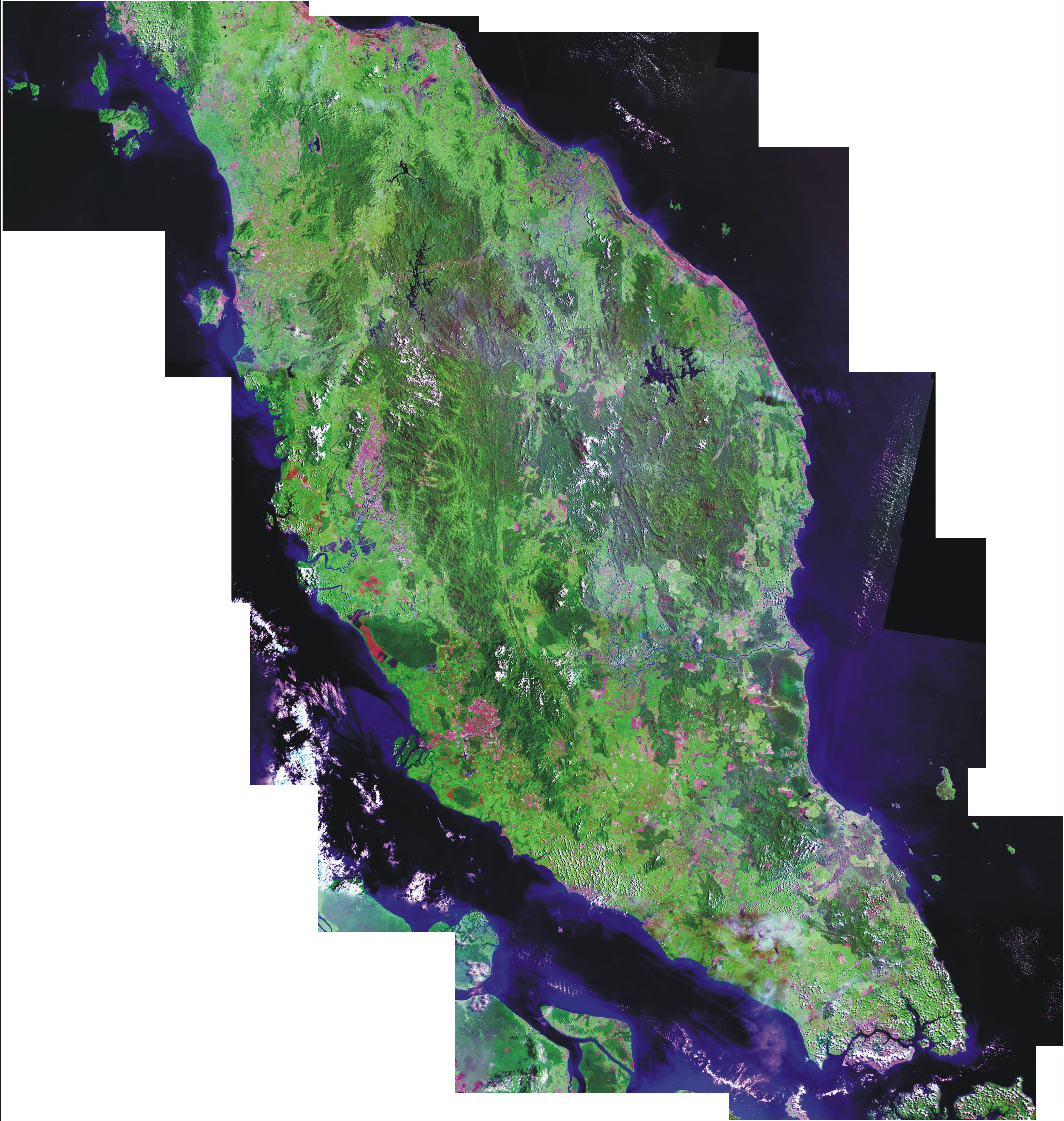
Landsat上的马来亚模块

该区在1963年马来西亚联邦成立以前，曾经是一个主权独立的国家，即马来亚联合邦，因此民间也有人使用“马来亚”来称呼现今的馬來半島。
1963年马来西亚成立后，就以“馬來亞半島”称呼马来亚，“马来亚”一词渐渐少用，但在一些历史悠久的事物、法律文件，仍然使用“马来亚”一名，如马来亚大法官、马来亚大学、马来亚银行、马来亚虎等等。
为了规范马来西亚华语用词，2004年成立的马来西亚华语规范理事会规范名称为“马来半岛”、简称“半岛”，“沙巴和砂拉越”、简称“沙砂”，并建议停止使用“西马”、“东马”的称呼，但民间与传媒依然使用。

## 历史
15世纪，马六甲王朝统治了北大年以南的整个半岛及苏门达腊东部，至十六世纪被葡萄牙攻占后、荷兰、英国等欧洲殖民势力先后进入马来半岛。至19世纪末全半岛均成为英国殖民地。
第二次世界大战结束后，先于1946年成立马来亚联邦，随后于1948年成立马来亚联合邦，并于1957年独立。1963年9月16日连同沙巴、砂拉越、新加坡州组成马来西亚联邦。1965年新加坡脱离马来西亚独立。

## 人口
2015年马来西亚半岛各族群人口百分比
| 2010年马来西亚人口普查宗教信仰百分比 | 2010年马来西亚人口普查宗教信仰百分比 | 2010年马来西亚人口普查宗教信仰百分比 | 2010年马来西亚人口普查宗教信仰百分比 | 2010年马来西亚人口普查宗教信仰百分比 |
| ------------------------------------ | ------------------------------------ | ------------------------------------ | ------------------------------------ | ------------------------------------ |
| 宗教                                 | 宗教                                 |                                      | percent                              | percent                              |
| 伊斯兰教                             | 伊斯兰教                             |                                      | 61.3%                                | 61.3%                                |
| 佛教                                 | 佛教                                 |                                      | 19.8%                                | 19.8%                                |
| 兴都教                               | 兴都教                               |                                      | 7.8%                                 | 7.8%                                 |
| 基督教                               | 基督教                               |                                      | 9.2%                                 | 9.2%                                 |
| 中国民间信仰                         | 中国民间信仰                         |                                      | 0.9%                                 | 0.9%                                 |
| 其他                                 | 其他                                 |                                      | 0.4%                                 | 0.4%                                 |
| 无神论                               | 无神论                               |                                      | 0.6%                                 | 0.6%                                 |
| 未知                                 | 未知                                 |                                      | 0.8%                                 | 0.8%                                 |

马来西亚半岛人口以信奉伊斯兰教的马来人为主，华人和印度人也占半岛人口的3成。半岛原住民多数居住在内陆地区。